# Juanito
Juanito, celým jménem Juan Gómez González (10. listopadu 1954 Fuengirola – 2. dubna 1992 Calzada de Oropesa) byl španělský fotbalista, útočník. Zemřel na následky autonehody.

## Fotbalová kariéra
Ve španělské lize hrál za Burgos CF, Real Madrid a CD Málaga. Nastoupil ve 350 ligových utkáních a dal 99 gólů. S Realem Madrid získal 5 mistrovských titulů a dvakrát španělský pohár. V Poháru mistrů evropských zemí nastoupil ve 22 utkáních a dal 7 gólů, v Poháru vítězů pohárů nastoupil v 9 utkáních a dal 3 góly a v Poháru UEFA nastoupil ve 23 utkáních a dal 4 góly. V letech 1985 a 1986 vyhrál s Realem Madrid Pohár UEFA. Za reprezentaci Španělska nastoupil v letech 1976–1982 ve 34 utkáních a dal 8 gólů. Byl členem reprezentace na Mistrovství světa ve fotbale 1978, nastoupil ve 2 utkáních, na Mistrovství světa ve fotbale 1982 nastoupil ve 4 utkáních a dal 1 gól a na Mistrovství Evropy ve fotbale 1980, kde nastoupil ve 3 utkáních. Reprezentoval Španělsko na LOH 1976 v Montrealu, kde nastoupil ve 2 utkáních. V roce 1977 byl vyhlášen nejlepším španělským fotbalistou roku a v sezóne 1983/84 byl nejlepším střelcem španělské ligy.

## Ligová bilance
| Ročník                   | Zápasy | Góly | Klub        |
| ------------------------ | ------ | ---- | ----------- |
| Segunda División 1973/77 | 26     | 3    | Burgos CF   |
| Segunda División 1974/75 | 18     | 7    | Burgos CF   |
| Segunda División 1975/76 | 28     | 5    | Burgos CF   |
| Primera División 1976/77 | 32     | 9    | Burgos CF   |
| Primera División 1977/78 | 32     | 10   | Real Madrid |
| Primera División 1978/79 | 29     | 6    | Real Madrid |
| Primera División 1979/80 | 31     | 10   | Real Madrid |
| Primera División 1980/81 | 33     | 19   | Real Madrid |
| Primera División 1981/82 | 30     | 9    | Real Madrid |
| Primera División 1982/83 | 28     | 9    | Real Madrid |
| Primera División 1983/84 | 31     | 17   | Real Madrid |
| Primera División 1984/85 | 17     | 0    | Real Madrid |
| Primera División 1985/86 | 28     | 4    | Real Madrid |
| Primera División 1986/87 | 25     | 1    | Real Madrid |
| Segunda División 1987/88 | 37     | 10   | CD Málaga   |
| Primera División 1988/89 | 34     | 5    | CD Málaga   |
| CELKEM 1. liga           | 350    | 99   |             |
| CELKEM 2. liga           | 109    | 25   |             |